# Xylopia pynaertii
Xylopia pynaertii är en kirimojaväxtart som beskrevs av De Wild. Xylopia pynaertii ingår i släktet Xylopia och familjen kirimojaväxter. Inga underarter finns listade i Catalogue of Life.